# Daniela Graglia
Daniela Graglia (Fossano, 26 maggio 1976) è un'ex velocista italiana, venti volte (in 7 specialità diverse) campionessa nazionale assoluta, di cui undici nell'individuale e le restanti nove con le varie staffette.
Detiene il record italiano assoluto sugli 80 metri piani. A livello internazionale, ha vinto un argento e due bronzi in Coppa Europa, ha partecipato alle Olimpiadi di Sydney nel 2000 correndo con la staffetta 4x400 m (non ha superato le batterie valevoli come semifinali) ed è stata semifinalista ai Mondiali indoor di Lisbona nel 2001 sui 60 m.

## Biografia

### 1998-1999: tris di medaglia agli universitari e primo titolo italiano assoluto
Nel 1998 conquista tre medaglie ai Campionati Nazionali Universitari svoltisi a Cassino e Formia: argento sui 100 m, bronzo sia sui 200 che con la staffetta 4x400 m.
Dal 1999 al 2008 ogni anno ha vinto almeno un titolo italiano assoluto.
Il suo primo titolo italiano assoluto lo ottiene con la 4x100 m nel 1999 a Pescara.

### 2000-2002: doppietta 200-400 metri agli assoluti, europei indoor, olimpiadi australiane e mondiali indoor
Nel biennio 2000-2001 (anno in cui vince di nuovo il titolo della 4x100 m) fa il bis 200 m indoor-400 m.
Nel 2000 gareggia prima agli Europei indoor in Belgio a Gand dove non si ferma in batteria sui 200 m e poi alle Olimpiadi di Sydney in Australia uscendo in batteria con la 4x400 m.
Nel 2001 partecipa ai Mondiali indoor a Lisbona in Portogallo uscendo nella semifinale dei 60 m.
Nel 2002 conquista altri due ori agli assoluti di Viareggio su 200 e 4x400 m ed un argento sui 100 m.
Agli Europei a Monaco di Baviera in Germania non supera la semifinale dei 200 m e termina sesta con la staffetta 4x100 m; lo stesso anno vince il bronzo in Coppa Europa ad Annecy in Francia con la 4x100 m.

### 2003-2004: mondiali indoor e coppa europa
Quattro medaglie vinte nel 2003: bronzo sui 60 m ed argento con la 4x200 m agli assoluti indoor di Genova, doppietta 100–200 m agli assoluti outdoor di Rieti.
Prima ai Mondiali indoor svoltisi a Birmingham in Gran Bretagna esce in batteria sui 200 m e poi in Coppa Europa in Italia a Firenze ottiene due settimi posti sui 200 m e con la 4x100 m.
Ancora a Firenze, argento sui 200 m nel 2004 in occasione degli assoluti.

### 2005-2006: incetta di medaglie nazionali, europei indoor e coppa europa
Cinque medaglie con 4 titoli nel 2005: tris agli assoluti indoor di Ancona con 60, 200 e 4x200 m; mentre agli assoluti outdoor di Bressanone vince l'argento sui 400 e l'oro con la 4x400 m.
Agli Europei indoor di Madrid in Spagna non supera le batterie dei 200 m.
Quattro medaglie anche nel 2006 su cinque finali corse: bronzo con la 4x200 m agli indoor di Ancona ed in precedenza settimo posto sui 60 m; tripletta di titoli agli assoluti di Torino con i successi su 200, 4x100 e 4x400 m.
Vince due medaglie, entrambe con le staffetta, nella Coppa Europa tenutasi in Repubblica Ceca a Praga: argento con la 4x100 m e bronzo con la 4x400 m.

### 2007-2008: ancora medaglie agli assoluti ed europei indoor
Il 2007 riserva altre tre medaglie in quattro finali disputate: oro sui 60 m e bronzo con la 4x200 m agli indoor di Ancona; sesto posto sui 100 m ed oro con la 4x100 m agli outdoor di Padova.
Agli Europei indoor tenutisi in Gran Bretagna a Birmingham, si ferma alle batterie sui 60 m.
Nel 2008 agli assoluti indoor di Genova sui 60 m non va oltre la batteria ed invece conquista il titolo della staffetta 4x200 m; agli assoluti outdoor di Cagliari ottiene l'argento con la 4x100 m.

## Record nazionali

### Seniores
- 80 metri piani: 9”61 ( Mondovì, 1º maggio 2007)[1]

## Progressione

### 60 metri piani indoor
| Stagione | Tempo | Luogo   | Data      | Rank. Mond. |
| -------- | ----- | ------- | --------- | ----------- |
| 2008     | 7"43  | Modena  | 19-1-2008 | 157ª        |
| 2007     | 7"31  | Ancona  | 18-2-2007 | 60ª         |
| 2006     | 7"58  | Ancona  | 19-2-2006 | 418ª        |
| 2005     | 7"41  | Ancona  | 19-2-2005 | 106ª        |
| 2003     | 7"40  | Genova  | 1-3-2003  | 118ª        |
| 2002     | 7"44  | Torino  | 1-3-2002  | 123ª        |
| 2001     | 7"35  | Lisbona | 11-3-2001 | 79ª         |

### 100 metri piani
| Stagione | Tempo | Luogo       | Data      | Rank. Mond. |
| -------- | ----- | ----------- | --------- | ----------- |
| 2008     | 11"83 | Alessandria | 18-6-2008 | 677ª        |
| 2007     | 11"64 | Albufeira   | 26-5-2007 | 315ª        |
| 2006     | 11"77 | Malles      | 22-7-2006 | 485ª        |
| 2005     | 12"00 | Malles      | 16-7-2005 | 1.000ª      |
| 2004     | 11"77 | Padova      | 4-7-2004  | 465ª        |
| 2003     | 11"53 | Rieti       | 2-8-2003  | 161ª        |
| 2002     | 11"51 | Viareggio   | 20-1-2002 | 140ª        |
| 2001     | 11"63 | Roma        | 2-6-2001  |             |
| 2000     | 11"65 | Barletta    | 26-7-2000 | 308ª        |
| 1999     | 11"80 | Bari        | 15-5-1999 | 434ª        |

### 200 metri piani
| Stagione | Tempo | Luogo             | Data      | Rank. Mond. |
| -------- | ----- | ----------------- | --------- | ----------- |
| 2007     | 23"88 | Rieti             | 20-5-2007 | 384ª        |
| 2006     | 23"90 | Torino            | 8-7-2006  | 374ª        |
| 2005     | 24"11 | Lagos             | 29-5-2005 | 508ª        |
| 2004     | 23"80 | Firenze           | 11-7-2004 | 339ª        |
| 2003     | 23"47 | Milano            | 24-6-2003 | 150ª        |
| 2002     | 23"20 | Monaco di Baviera | 9-8-2002  | 66ª         |
| 2000     | 23"67 | Torino            | 10-6-2000 | 239ª        |
| 1999     | 23"86 | Torino            | 23-5-1999 | 326ª        |
| 1998     | 24"13 | Roma              | 10-7-1998 | 466ª        |

### 400 metri piani
| Stagione | Tempo | Luogo        | Data      | Rank. Mond. |
| -------- | ----- | ------------ | --------- | ----------- |
| 2005     | 53"85 | Bressanone   | 26-6-2005 | 318ª        |
| 2003     | 54"81 | Valencia     | 24-5-2003 | 611ª        |
| 2002     | 53"87 | Lisbona      | 25-5-2002 | 308ª        |
| 2001     | 53"46 | Milano       | 6-6-2001  | 198ª        |
| 2000     | 52"79 | Milano       | 7-9-2000  | 148ª        |
| 1999     | 54"89 | Celle Ligure | 22-6-1999 | 531ª        |
| 1998     | 54"98 | Viareggio    | 7-8-1998  | 509ª        |

## Palmarès
| Anno | Manifestazione  | Sede              | Evento      | Risultato  | Tempo   | Note  |
| ---- | --------------- | ----------------- | ----------- | ---------- | ------- | ----- |
| 2000 | Europei indoor  | Gand              | 200 m       | Batteria   | 24”23   | [ 2 ] |
| 2000 | Giochi olimpici | Sydney            | 4×400 m     | Batteria   | 3'27"23 | [ 3 ] |
| 2001 | Mondiali indoor | Lisbona           | 60 m indoor | Semifinale | 7"42    | [ 4 ] |
| 2002 | Europei         | Monaco di Baviera | 200 m       | Semifinale | 23"20   | [ 5 ] |
| 2002 | Europei         | Monaco di Baviera | 4x100 m     | 6ª         | 43"46   | [ 6 ] |
| 2003 | Mondiali indoor | Birmingham        | 200 m       | Batteria   | 23"66   | [ 7 ] |
| 2005 | Europei indoor  | Madrid            | 200 m       | Batteria   | 23"90   | [ 8 ] |
| 2007 | Europei indoor  | Birmingham        | 60 m indoor | Batteria   | 7"36    | [ 9 ] |

## Campionati nazionali
- 2 volte campionessa assoluta indoor con la staffetta 4x200 m (2005, 2008)
- 2 volte campionessa assoluta indoor sui 60 m (2005, 2007)
- 1 volta campionessa assoluta sui 100 m (2003)
- 3 volte campionessa assoluta con la staffetta 4x400 m (2002, 2005, 2006)
- 3 volte campionessa assoluta sui 200 m (2002, 2003, 2006)
- 2 volte campionessa assoluta sui 400 m (2000, 2001)
- 3 volte campionessa assoluta indoor sui 200 m (2000, 2001, 2005)
- 4 volte campionessa assoluta con la staffetta 4x100 m (1999, 2001, 2006, 2007)

1998
- Argento ai Campionati nazionali universitari, (Cassino-Formia), 100 m - 12"09[10]
- Bronzo ai Campionati nazionali universitari, (Cassino-Formia), 200 m - 24"86[11]
- Bronzo ai Campionati nazionali universitari, (Cassino-Formia), 4x400 m - 3'28"05[12]

1999
- Oro ai Campionati italiani assoluti, (Pescara), 4x100 m - 46"52[13]

2000
- Oro ai Campionati italiani assoluti indoor, (Genova), 200 m
- Oro ai Campionati italiani assoluti, (Milano),
400 m - 52"79[14]

2001
- Oro ai Campionati italiani assoluti indoor, (Torino), 200 m
- Oro ai Campionati italiani assoluti, (Catania),
400 m - 53"36[14]
- Oro ai Campionati italiani assoluti, (Catania), 4x100 m - 45"18[13]

2002
- Argento ai Campionati italiani assoluti, (Viareggio), 100 m - 11"64[15]
- Oro ai Campionati italiani assoluti, (Viareggio), 200 m - 23"46[16]
- Oro ai Campionati italiani assoluti, (Viareggio), 4x400 m - 3'43"14[17]

2003
- Bronzo ai Campionati italiani assoluti indoor, (Genova), 60 m - 7"40[18]
- Argento ai Campionati italiani assoluti indoor, (Genova), 4x200 m - 1'39"10[19]
- Oro ai Campionati italiani assoluti, (Rieti),
100 m - 11"70[20]
- Oro ai Campionati italiani assoluti, (Rieti),
200 m - 23"67[16]

2004
- Argento ai Campionati italiani assoluti, (Firenze), 200 m - 23"80[21]

2005
- Oro ai Campionati italiani assoluti indoor, (Ancona), 60 m 7"42[22]
- Oro ai Campionati italiani assoluti indoor, (Ancona), 200 m 24"15[23]
- Oro ai Campionati italiani assoluti indoor, (Ancona), 4x200 m 1'39"54[24]
- Argento ai Campionati italiani assoluti, (Bressanone), 400 m - 53"85[25]
- Oro ai Campionati italiani assoluti, (Bressanone), 4x400 m - 3'41"99[26]

2006
- 7ª ai Campionati italiani assoluti indoor, (Ancona), 60 m - 7"61[27]
- Bronzo ai Campionati italiani assoluti indoor, (Ancona), 4x200 m - 1'39"75[28]
- Oro ai Campionati italiani assoluti, (Torino),
200 m 23"90[29]
- Oro ai Campionati italiani assoluti, (Torino) 4x100 m - 46"33[30]
- Oro ai Campionati italiani assoluti, (Torino), 4x400 m - 3'42"07[31]

2007
- Oro ai Campionati italiani assoluti indoor, (Ancona), 60 m 7"31[32]
- Bronzo ai Campionati italiani assoluti indoor, (Ancona), 4x200 m - 1'39"18[33]
- 6ª ai Campionati italiani assoluti, (Padova),
100 m - 12"10[34]
- Oro ai Campionati italiani assoluti, (Padova), 4x100 m - 46"34[35]

2008
- In batteria ai Campionati italiani assoluti indoor, (Genova), 60 m - dq[36]
- Oro ai Campionati italiani assoluti indoor, (Genova), 4x200 m - 1'37"27[37]
- Argento ai Campionati italiani assoluti, (Cagliari), 4x100 m - 45"99[38]

## Altre competizioni internazionali
2002
- Bronzo in Coppa Europa, ( Annecy), 4x400 metri - 3'29"14[3]

2003
- 7ª in Coppa Europa, ( Firenze), 200 metri - 23"71[39]
- 7ª in Coppa Europa, ( Firenze), 4x100 metri - 44"21[40]

2006
- Argento in Coppa Europa, ( Praga), 4x100 m - 44"27[41]
- Bronzo in Coppa Europa, ( Praga), 4x400 m - 3'31"76[42]